# استفانو پلگرینی (بازیکن فوتبال، زاده ۱۹۶۷)
استفانو پلگرینی (انگلیسی: Stefano Pellegrini؛ زادهٔ ۶ ژوئیهٔ ۱۹۶۷) بازیکن فوتبال اهل ایتالیا است.
از باشگاه‌هایی که در آن بازی کرده‌است می‌توان به باشگاه فوتبال کارپی، باشگاه فوتبال مودنا، باشگاه فوتبال آ.اس. رم، باشگاه فوتبال اودینزه، باشگاه فوتبال مونتسا، باشگاه فوتبال سمپدوریا، و باشگاه فوتبال وارزه اشاره کرد.